# 이유제시
이유제시란 행정법 상 개념으로 행정청이 처분을 하면서 당사자에게 처분의 이유를 제시하는 것을 말한다. 행정절차법 제정이전에는 이유부기라고 불렀다. 행정처분을 할 때 처분의 근거와 이유를 서면 등의 방법으로 상대방에게 알려주어야 하며, 처분에 대한 이의가 있을 경우의 불복절차도 고지한다.